# アントワーヌ・ヴァトー

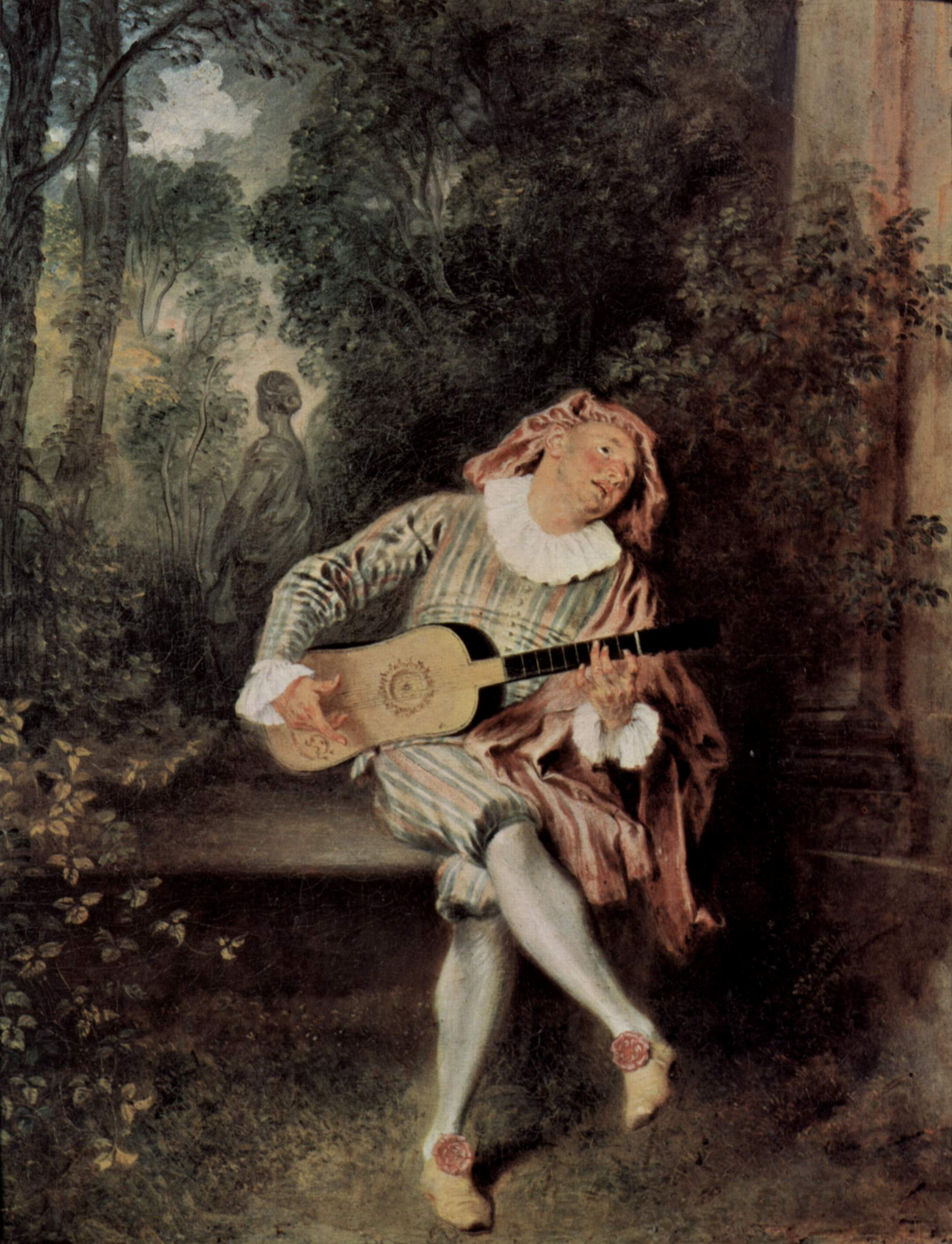
『メズタン』　1718-1720年頃　メトロポリタン美術館（ニューヨーク）蔵

アントワーヌ・ヴァトー（Antoine Watteau 発音例, 1684年10月10日 - 1721年7月18日）は、ロココ時代のフランスの画家。
18世紀のヨーロッパはロココの時代であり、前世紀のバロック様式に代わって、曲線的、装飾的で甘美なロココ様式が全盛となった。絵画の主題においても歴史画や宗教画から、男女の愛の駆け引きを主題にした風俗画が目立つようになる。
「雅びな宴」（フェート・ギャラント fêtes galantes）の画家と呼ばれるヴァトーは、若くして亡くなったが、18世紀フランスのロココ様式を代表する画家と見なされている。

## 生涯
1684年、フランス西北部、ベルギー国境に近いヴァランシエンヌに生まれる。この土地は元フランドルに属し、1678年のニメーグ条約でフランス領に編入されたばかりであった。
父親は瓦職人であった。地元で有名だった画家J.-A.ゲランのもとで短期間絵画の勉強をした。
1702年6月7日にゲランが死んでしばらくするとパリに移る。パリではノートル・ダム橋にあった複製絵画の製造業者のもとで、他の徒弟たちとともに宗教画や風俗画のコピーを手がけた。このころヴァトーはレンブラントの弟子ヘリット・ダウの原作にもとづく《読書する女性》の複製画や、《聖ニコラ》を描いたタブローを描いている。
パリではさらにクロード・ジロー、そしてクロード・オードランの下で修業をした。
1717年に完成した代表作『シテール島の巡礼』で王立絵画彫刻アカデミー入会が認められる。1719年の終わりごろ、健康の回復を期してロンドンに渡る。1720年には画商だった友人ジェルサン（en:Edme-François Gersaint）の依頼で店の看板画である『ジェルサンの看板』を制作する。だが1721年、結核と思われる病のため、フランスへ戻って間もなく短い一生を終えた。
ヴァトーの典型的な作品は、『シテール島の巡礼』のような、田園に集い愛を語り合う若い男女の群れを描いたもので、これらは「雅びな宴」の絵と呼ばれた。また彼はイタリア喜劇やオペラに傾倒しており、友人らをモデルにし、喜劇の登場人物として描いた『ピエロ』（別名をジル）、『メズタン』のような作品もある。

## 代表作
- 困った申し出 （1715年または1716年）（エルミタージュ美術館）
- シテール島の巡礼（1717年）（1718-19年頃）（ルーヴル美術館およびベルリン、シャルロッテンブルク城）
- ヴェネツィアの祝宴 （1719年）（スコットランド国立美術館）
- ジェルサンの看板（1720年）（ベルリン、シャルロッテンブルク城）
- メズタン（1718－1720年頃）（ニューヨーク、メトロポリタン美術館）
- ピエロ（旧称ジル）（1718-1720年頃）（ルーヴル美術館）
- 夏の木陰（1715年頃）（名古屋、ヤマザキマザック美術館[1]）
- アントワーヌ・ド・ラ・ロックの肖像（1718年頃）（東京都八王子市、東京富士美術館[4]）

## ギャラリー

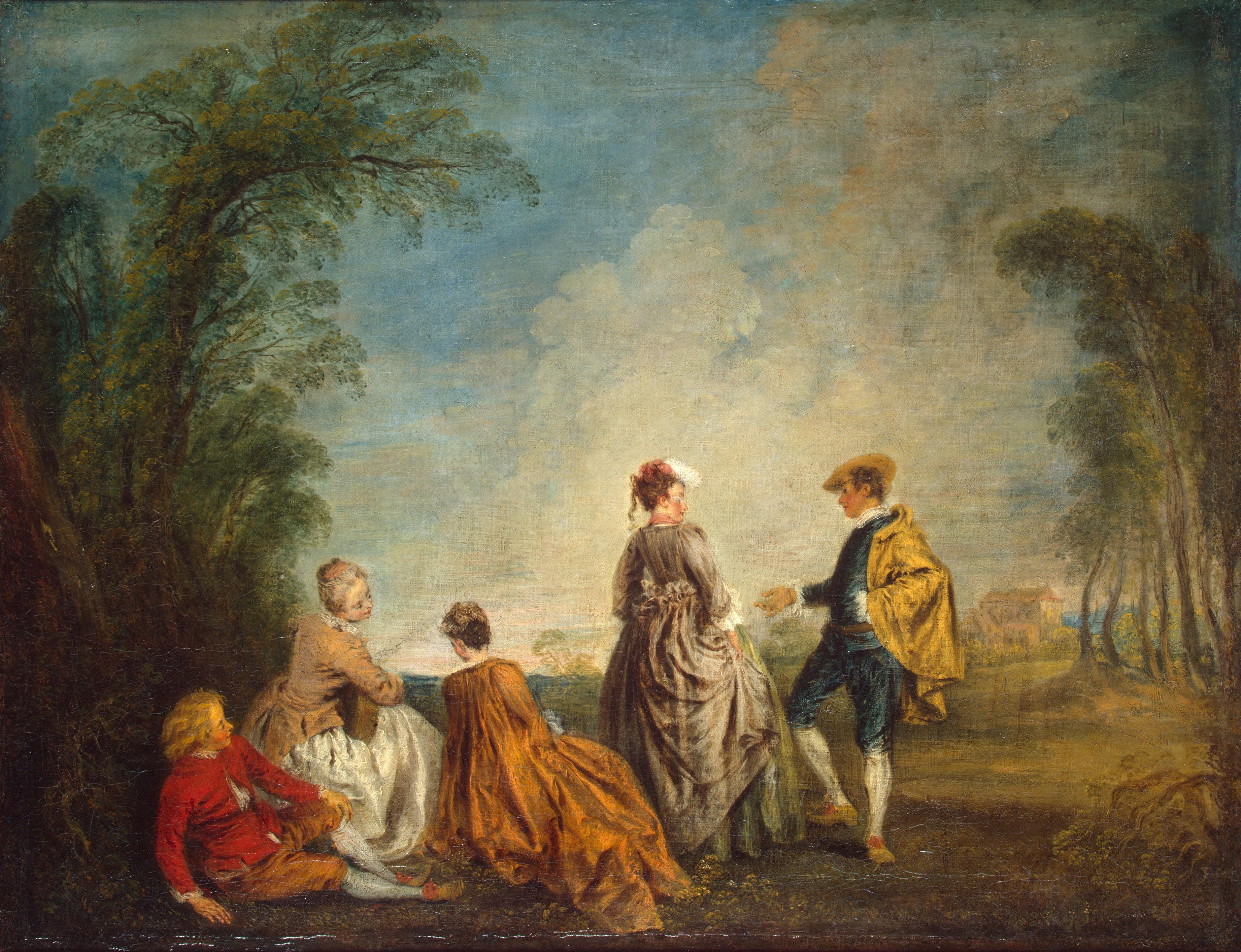
『困った申し出』エルミタージュ美術館
『シテール島の巡礼』ルーヴル美術館
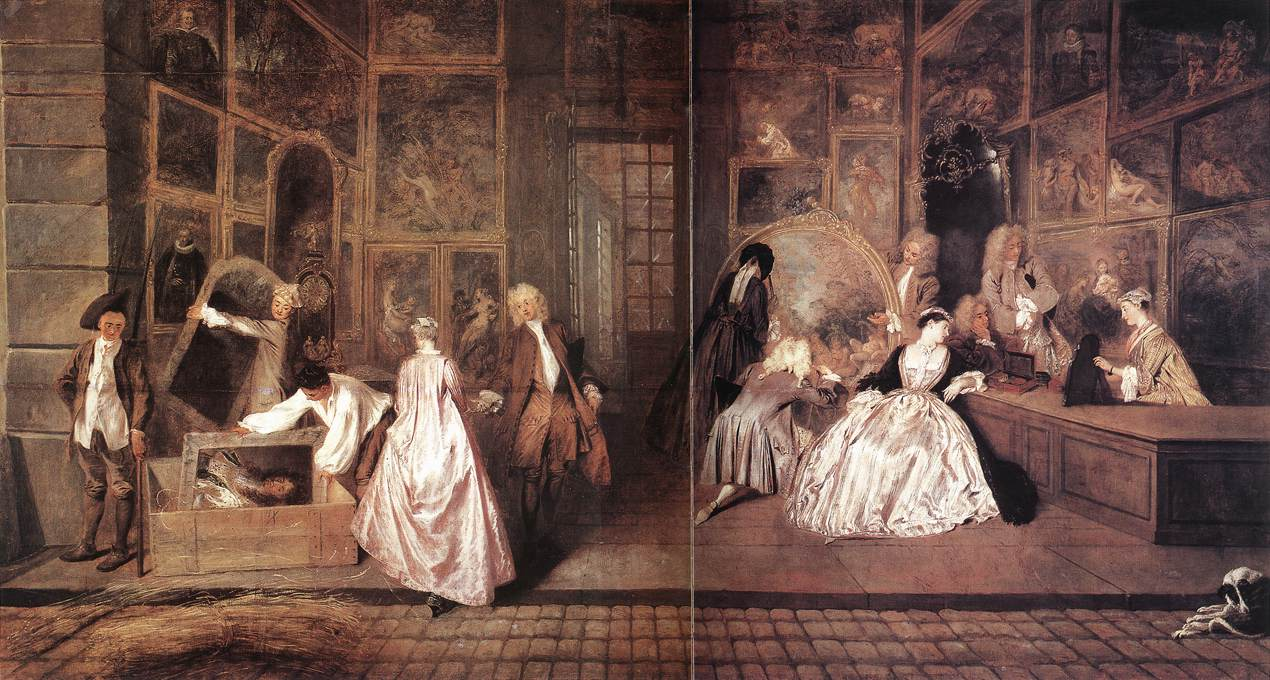
『ジェルサンの看板』
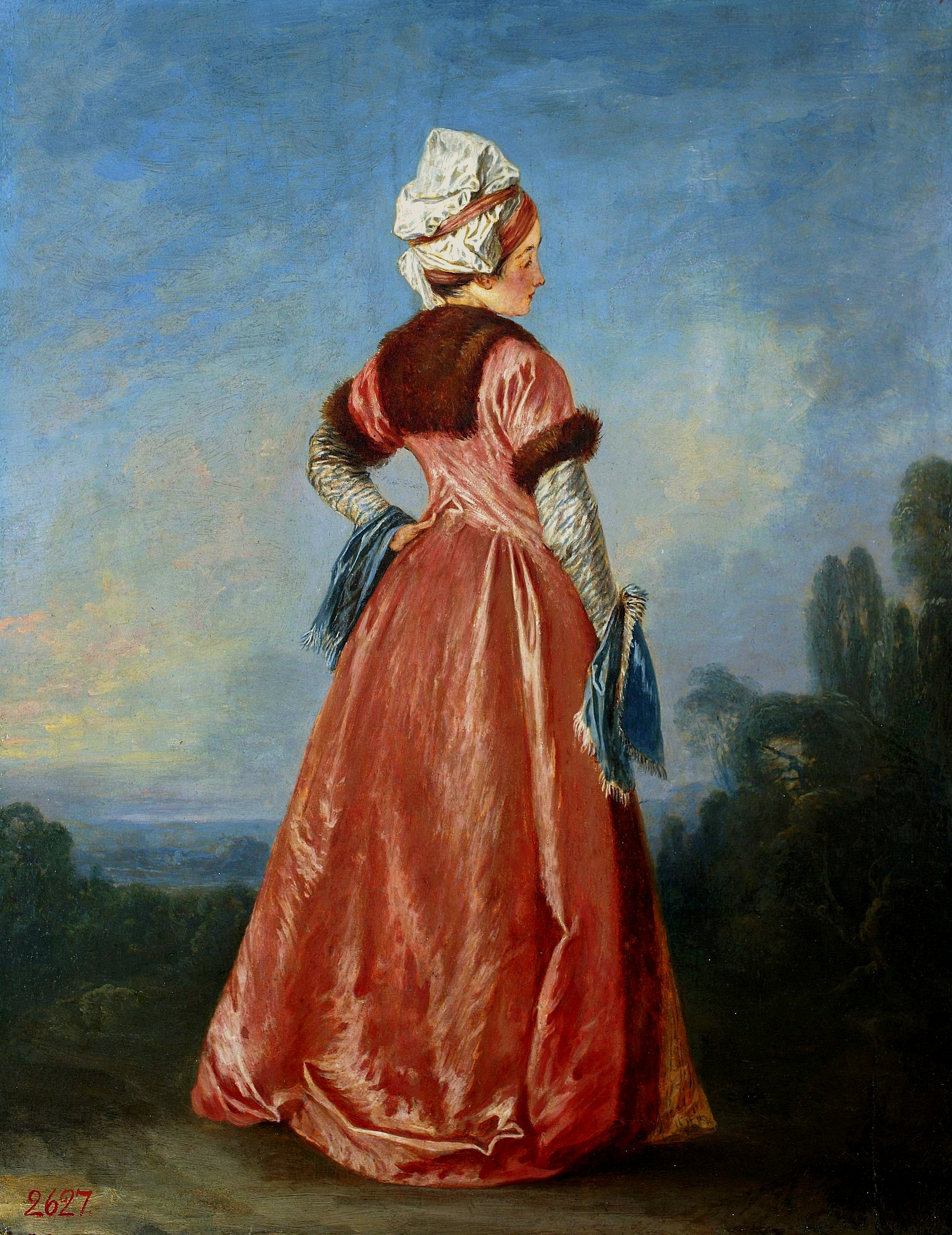
『ポーランドの女性』
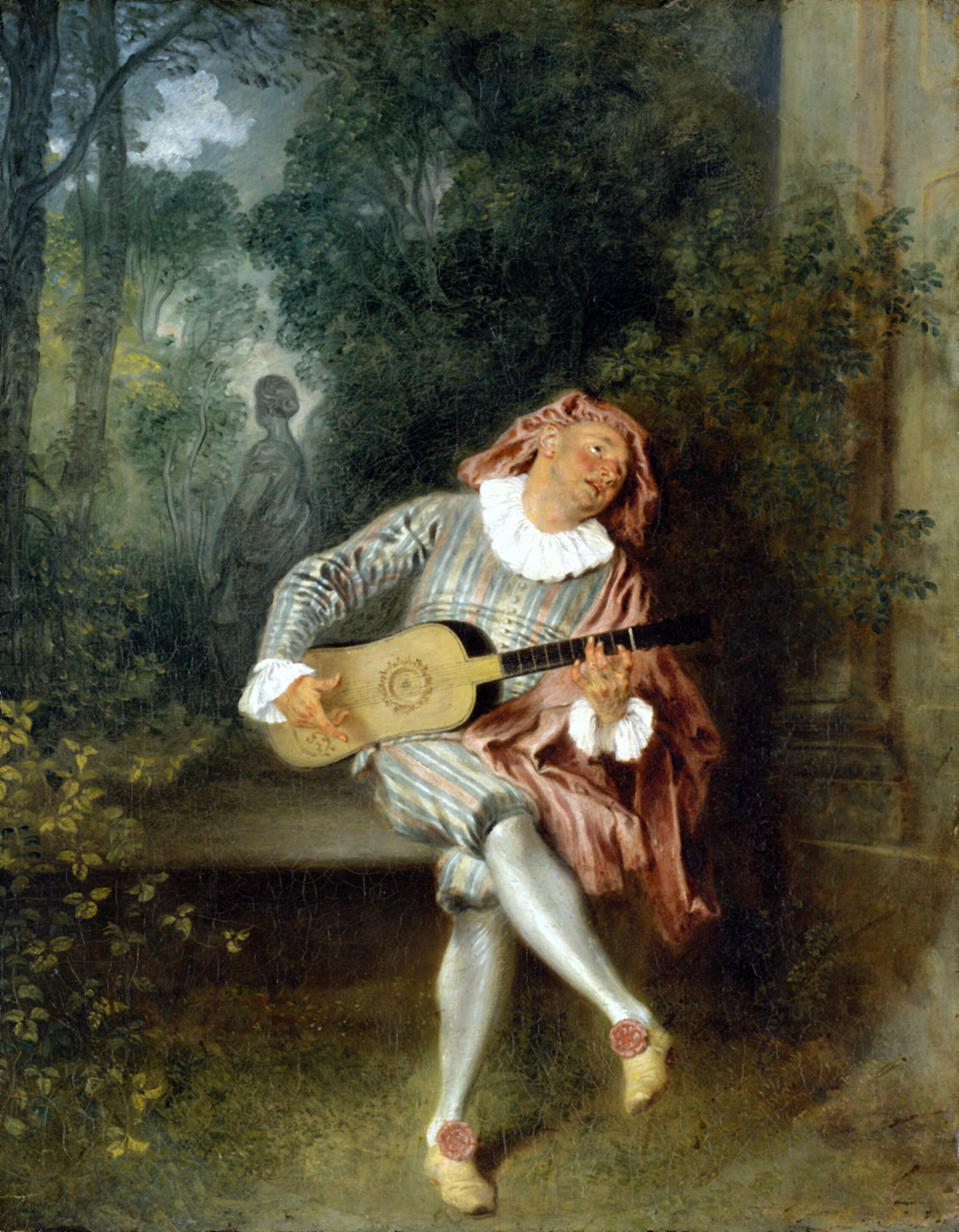
『メズタン』（1718－1720年頃）メトロポリタン美術館
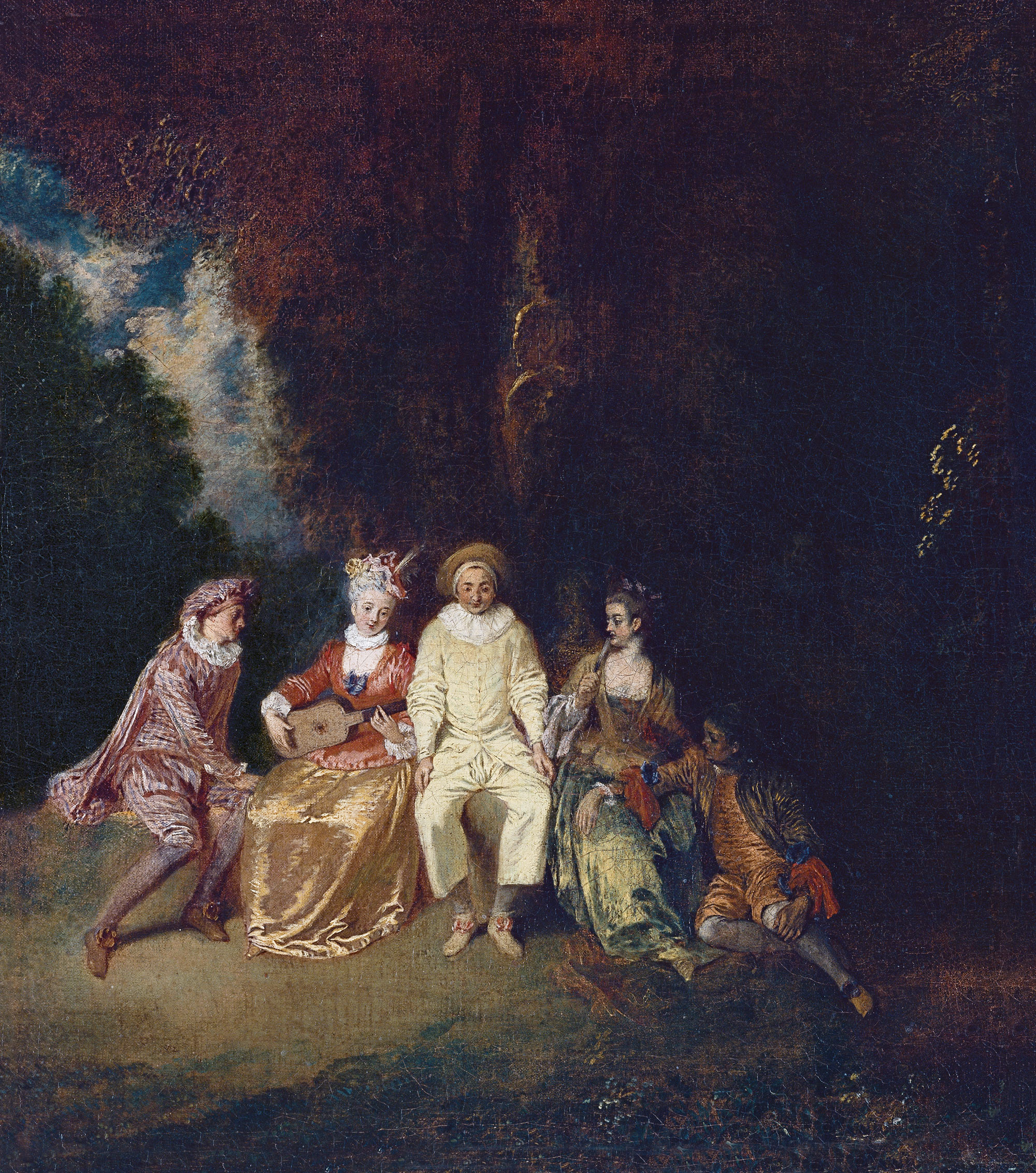
『ご機嫌ピエロ』
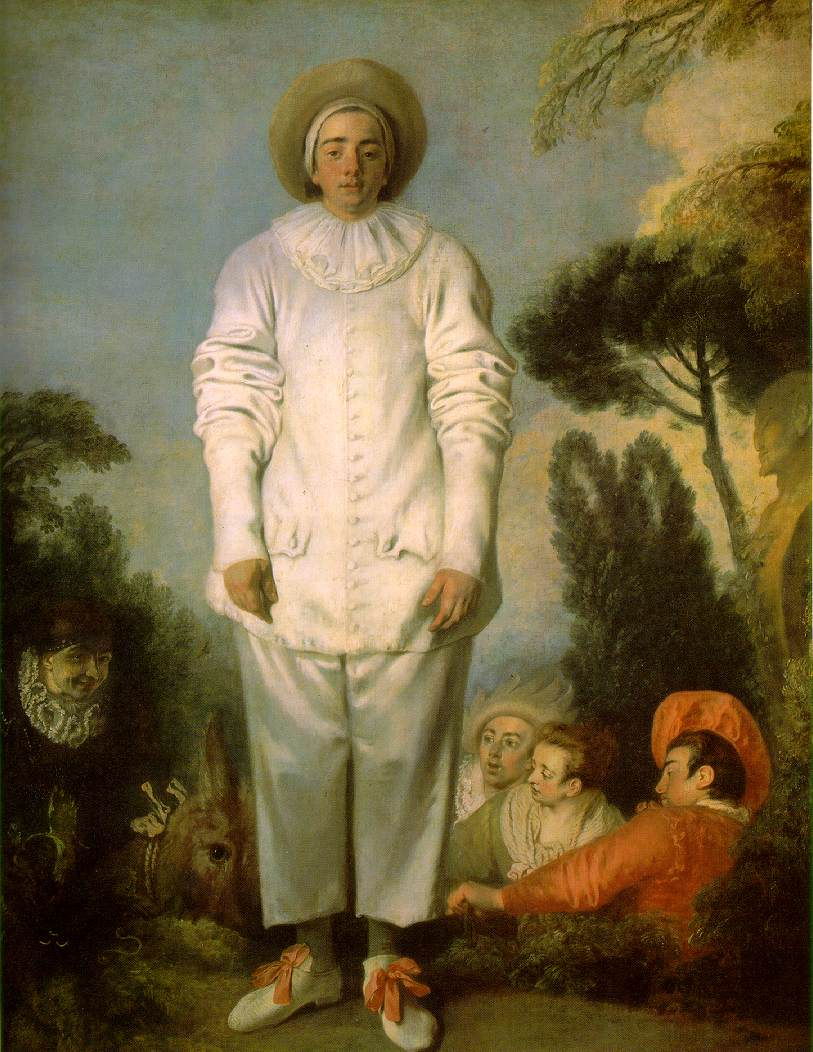
『ピエロ』（旧称ジル）ルーヴル美術館
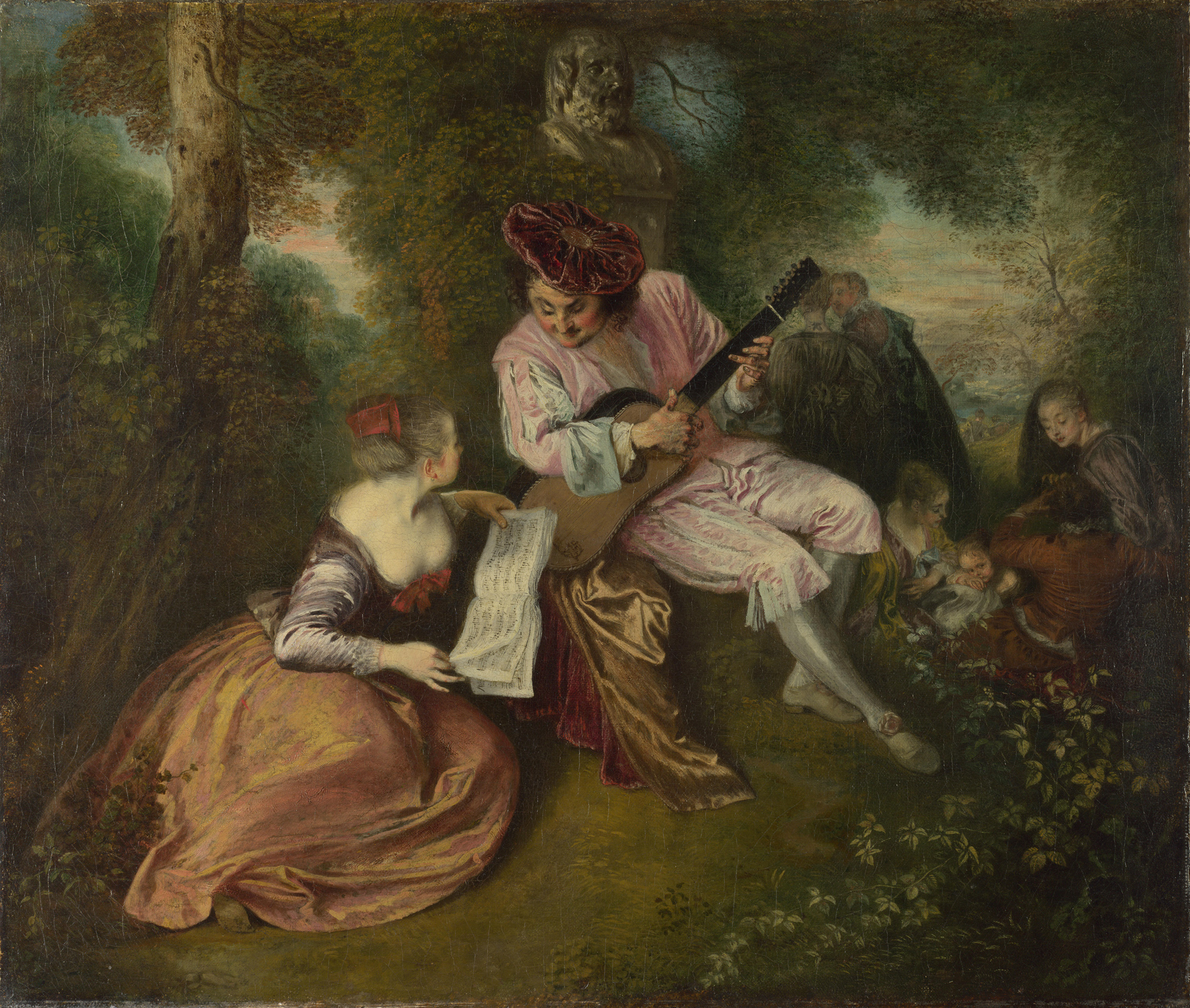
『愛の賛歌』
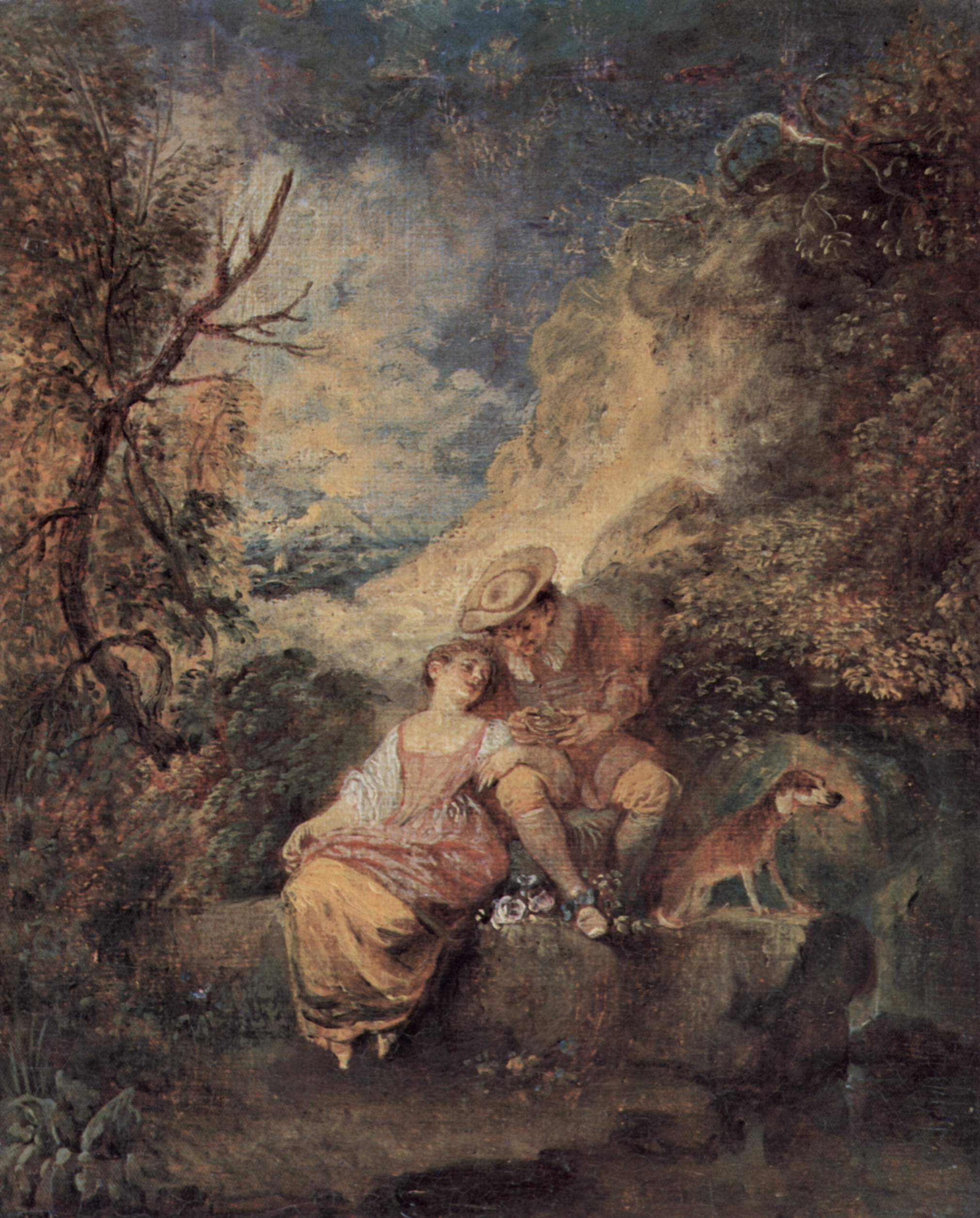
『猟師』
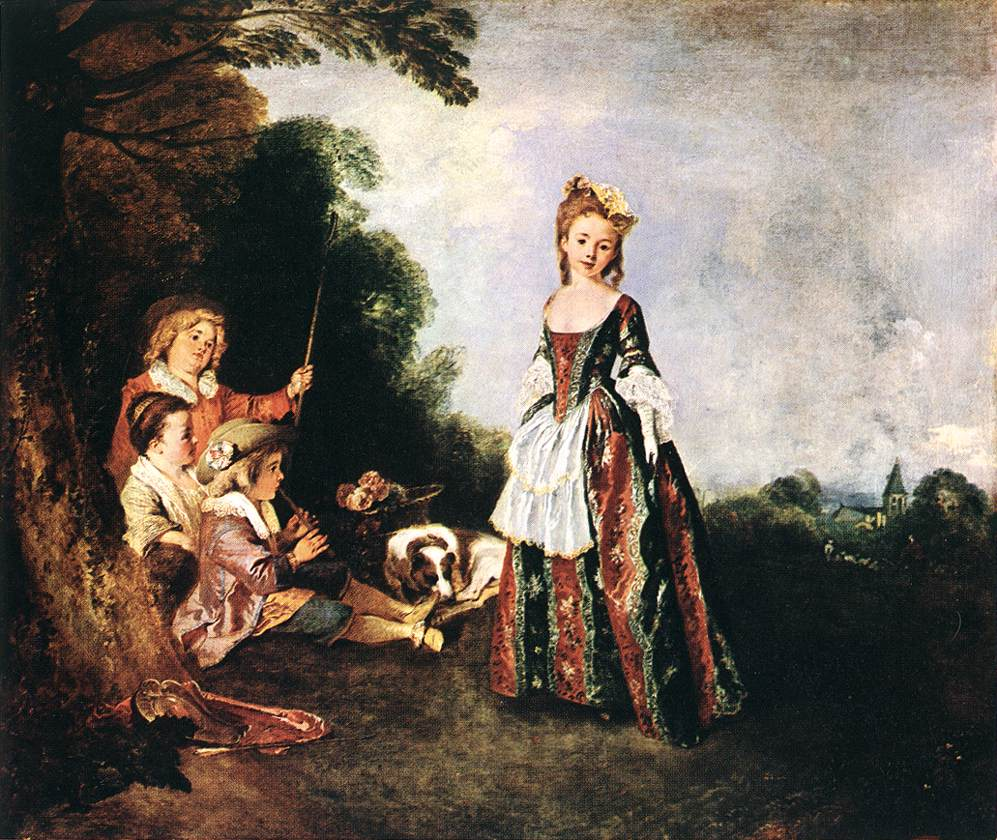
『舞踏』
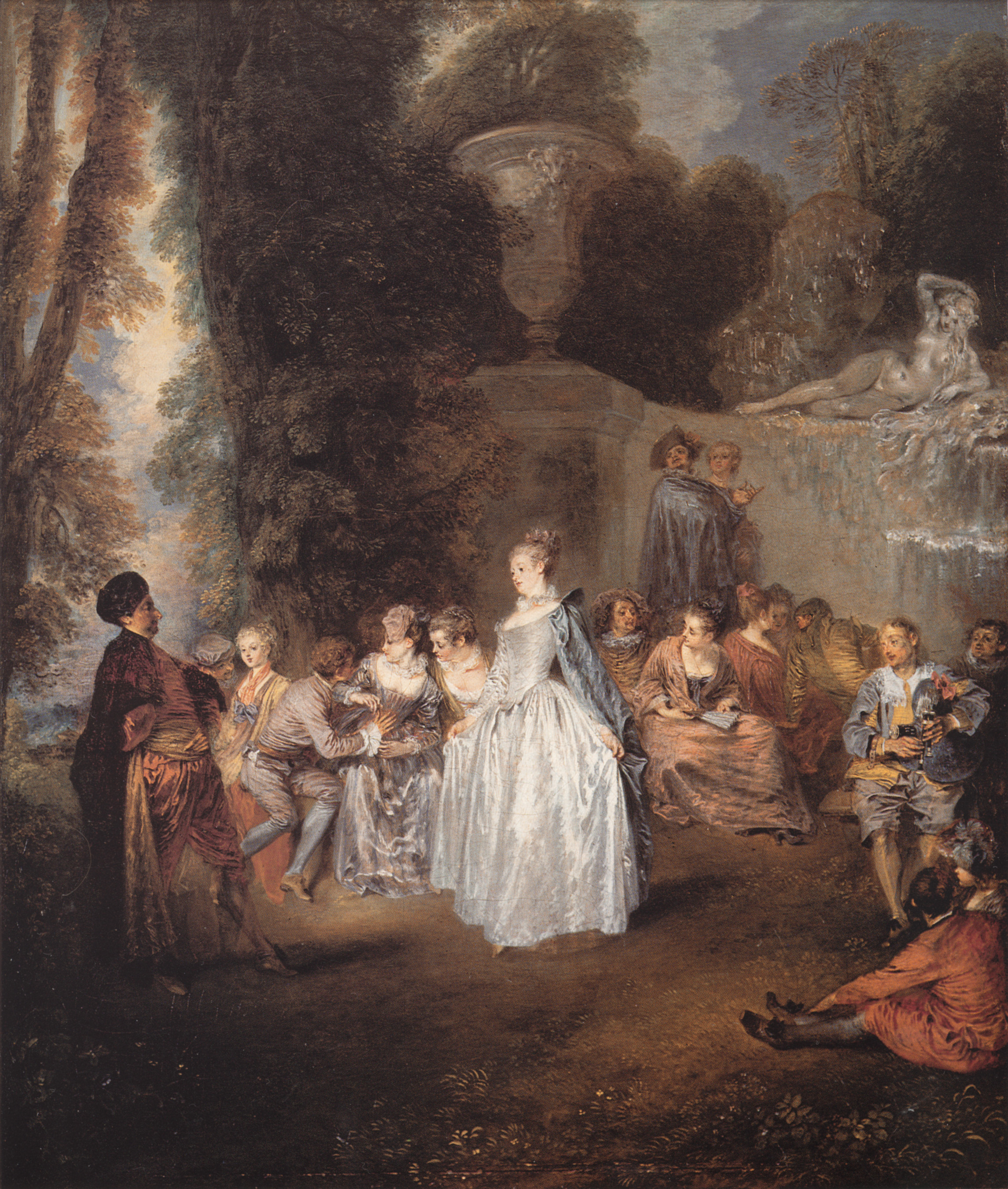
『ヴェネツィアの祝宴』スコットランド国立美術館
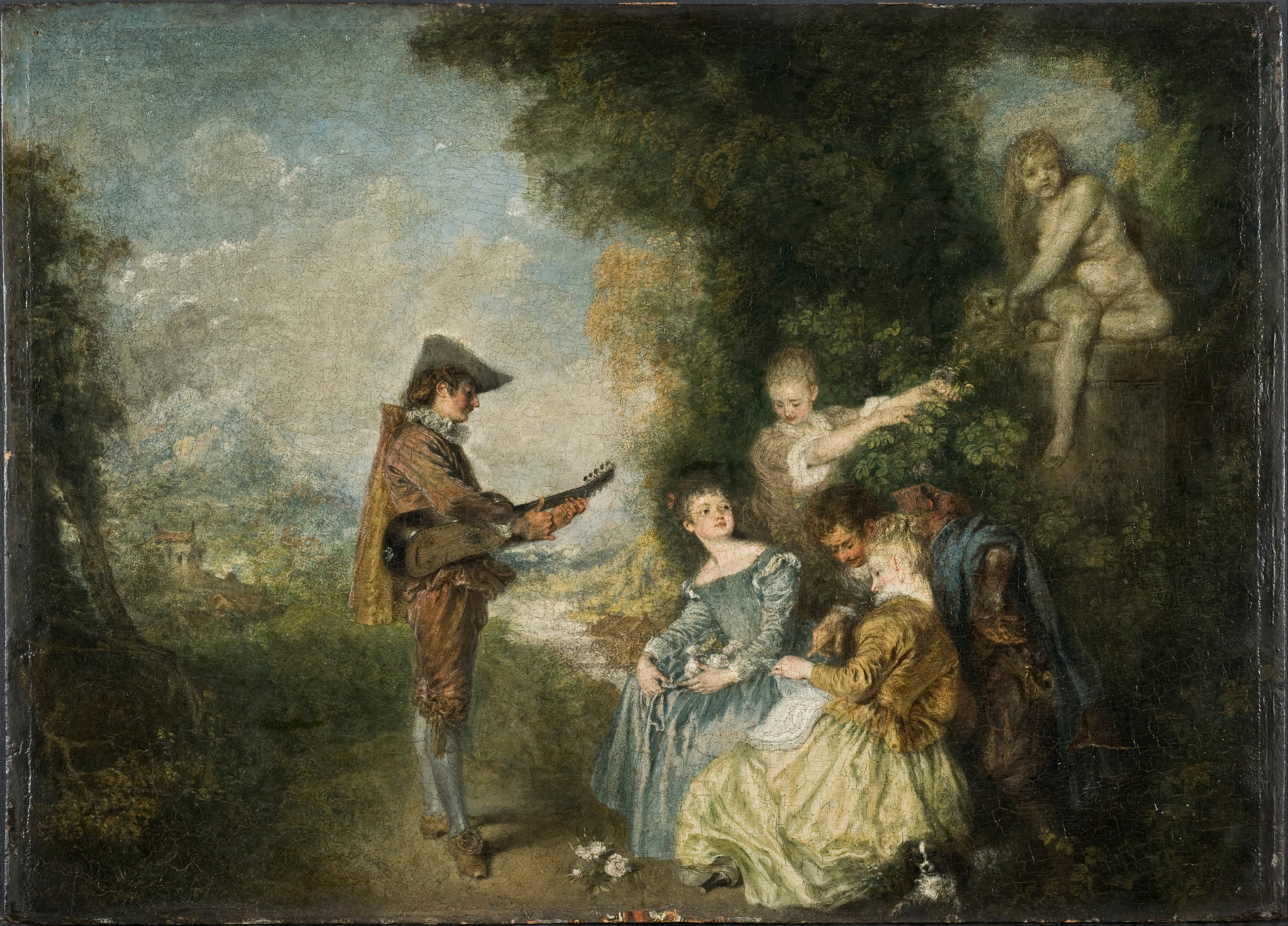
『愛のレッスン』
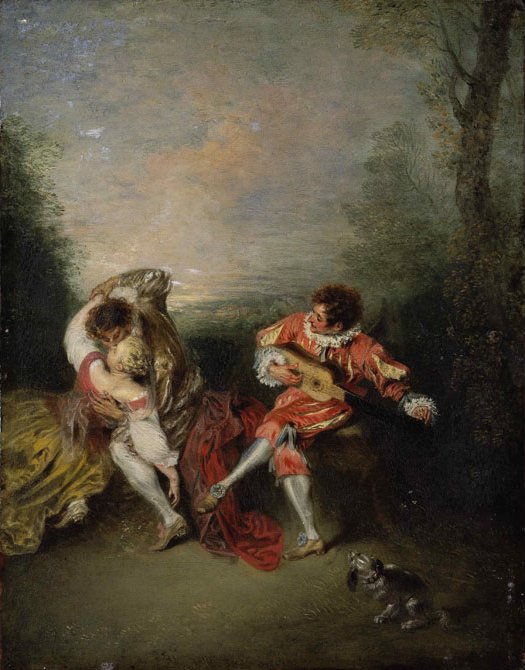
『驚き』
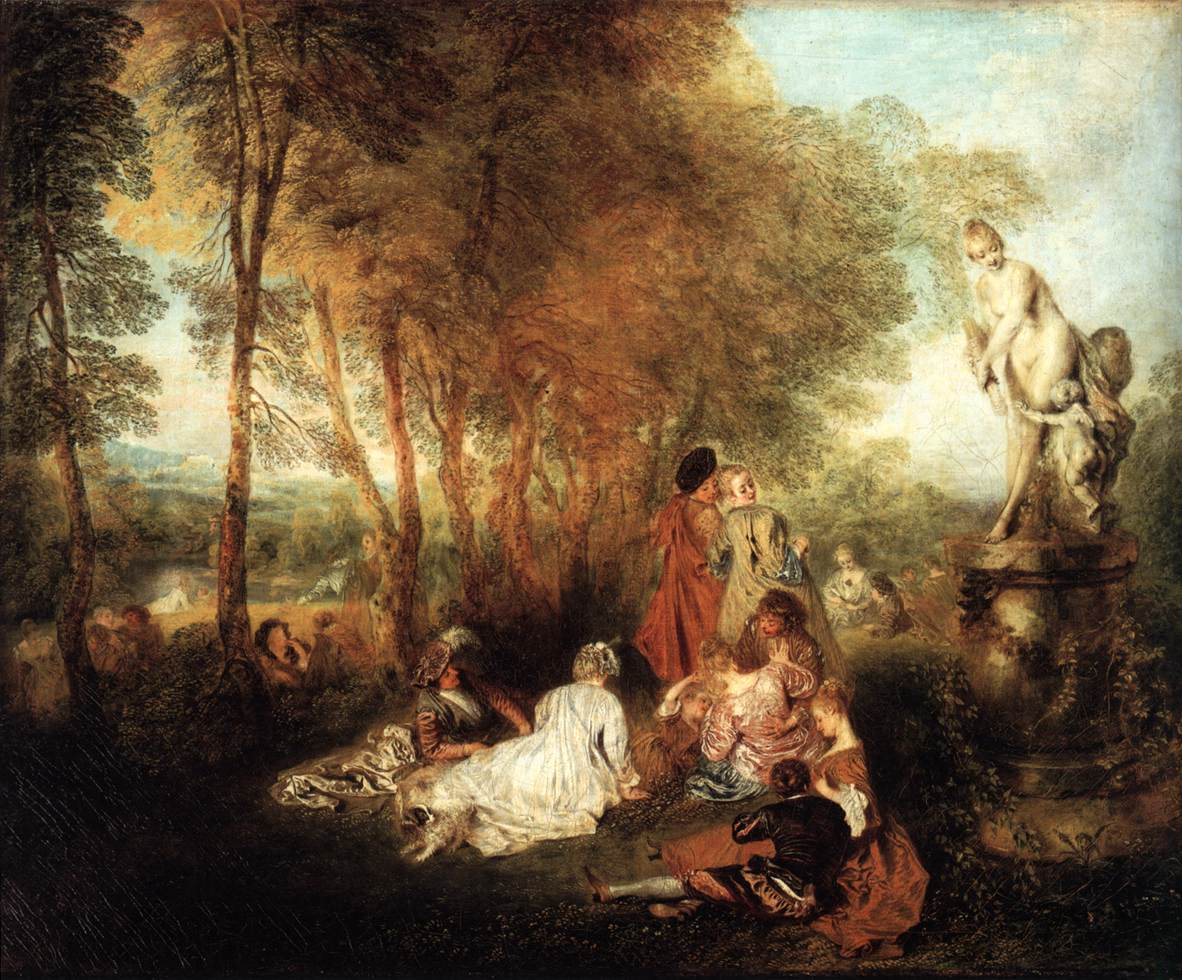
『愛の祝祭』